# Quelle aventure !
Quelle aventure ! est une émission de télévision éducative française, présentée par Frédéric Courant, puis coprésentée avec Jamy Gourmaud (à partir de la deuxième saison) produite de novembre 2001 à octobre 2007 et diffusée sur France 3 de 2001 à 2005.
Son but est de présenter, à chaque numéro, une époque de l'Histoire différente, afin de découvrir le mode de vie des habitants et rencontrer les personnages célèbres du passé.

## Principe de l'émission
Le principe est inspiré du concept de leur émission C'est pas sorcier.
Fred est téléporté dans le passé, à l'aide d'une « zapette », une sorte de télécommande (que l'on pourrait appeler "manipulateur de vortex spatio-temporel"), pour découvrir sur le terrain la réalité de l'époque, tandis que Jamy reste à Paris au XXIe siècle, et apporte des précisions historiques complémentaires à l'aide de peintures, photos, livres... Lors des émissions de la première saison, Jamy n'est pas présent, à part un caméo dans La révolution française.
Fred et Jamy peuvent communiquer, et une voix off (Vania Vilers) fait des commentaires et donne parfois des conseils et des indications à Fred.
Le passé est reconstitué par des décors et une troupe de comédiens costumés.
Chaque émission dure environ 52 minutes.
Un perroquet, Vendredi, apparut dans quelques émissions, notamment celle consacrée à Louis XIV.

## Fiche technique
- Production : France 3, Sorciers Productions : Nelly Mathieu et Joël Guillemet, Centre national de documentation pédagogique (CNDP) avec le concours du CNC, du CNRS, de TV5 et de la TSR
- Réalisation : Franck Chaudemanche, François Chayé, Pascal Léonard
- Directeur de l’unité magazine France 3 : Patrick Charles
- Adjointe au directeur de l’unité magazine de France 3 : Pascale Dopouridis
- Écriture : Frédéric Courant, Jean-Luc Rigal-Roy et Franck Chaudemanche
- Comédiens : François Andréoléty, Bruno Lopez, Hélène Alexandridis, Philomène, Pascal Boursier, Christine Pignet, Francis Doré, Dominique Pinon,Eugénie Gaillard, Aladin Reibel, Jacques Vincey, Philippe Kara, Vincent Winterhalter, Aurélie Lemanceau, Anita Rigal Roy, Marie Bunel, France Perry, Hervé Raffegeau, Hervé Mahieux, Jean-Damien Barbin, Olivier Rabourdin, François Delaive, Marie Berto, Claire Arnal, Valérie Guerlain (La Petite Voix)

## Présentation
- Frédéric Courant, dit « Fred » (2001-2007)
- Jamy Gourmaud, dit « Jamy » (2004-2007)

## Liste des émissions
| Saison | Episode | Titre                                     | Téléportation dans le temps |
| ------ | ------- | ----------------------------------------- | --- |
| 1      | 1       | Sur les traces des pharaons               | 1799 avec Vivant Denon en Égypte 1822 avec Jean-François Champollion à Paris 1276 av. J-C en Égypte avec un Scribe |
| 1      | 2       | Au temps des chevaliers                   | Juillet 1346 à Mars 1347 en France 1348 à Paris 1400 à Chinon chez Charles VI de Valois 1429 à Bourges chez Charles VII et Jeanne d'Arc |
| 1      | 3       | Sur la piste des pirates et des corsaires | 1798 en Mer avec Robert Surcouf 1721 à La Réunion avec La Buse |
| 1      | 4       | La Révolution française                   | 22 mai 1789 en Province avec des révolutionnaires 14 & 15 juillet 1789 et à la Bastille et à Versailles 4 août 1789 en Province 26 août 1789 à Paris 20 juin 1791 aux Tuileries avec Olympe de Gouges 17 juillet 1791 à Paris Novembre 1791 aux Tuileries Décembre 1792 21 janvier 1793 à Paris 10 octobre 1793 à Paris 2 novembre 1793 à Paris avec Charles-Henri Sanson Novembre 93' en Province 31 mai 1794 à Paris |
| 1      | 5       | La ruée vers l'or                         | 1849 à Paris puis aux États-Unis |
| 1      | 6       | À la découverte du nouveau monde          | 1542 sur un bateau de Cartier 1608 & 1757 à Québec 1618 entre Québec et Montréal 1912 à Québec |
| 2      | 1       | Les bâtisseurs de cathédrales             | 1200 puis 1220 prés de Bourges |
| 2      | 2       | Une journée de fou chez François 1er      | février 1518 à Amboise à la Naissance du dauphin François avec François Ier, Triboulet, Vinci, Bayard et les artistes de la renaissance 1534 à Chambord |
| 2      | 3       | Les vikings                               | Avril 911 en Norvège Novembre 911 en Normandie avec Rollon |
| 2      | 4       | À la cour de Louis XIV                    | 1673 à Versailles et à Paris avec Louis XIV, Molière, Lafontaine, le Grand-maître, Madame de Montespan et autres artistes et personnages de la Cour |
| 2      | 5       | Le mystère des templiers                  | 1270 en France et Saint-Jean-d'Acre 1291 à Saint-Jean-d'Acre Vendredi 13 octobre 1307 en France 1314 à Rhodes |
| 2      | 6       | La belle époque                           | 25 mars 1900 à Paris 27 mars 1900 dans une École parisienne. 6 octobre 1889 et 7 octobre 1889 au Moulin-Rouge et à la Tour Eiffel 16 avril 1900 à Paris |

Un coffret de 12 DVD contenant l'intégralité des émissions (12 x 52' + les bonus de chaque émission) est sorti le 6 février 2013.
En janvier 2019, le concept de Quelle aventure ! est repris dans une émission intitulée "Rêve de môme", où l'on retrouve Fred lors d'un voyage dans le temps à la découverte de la géothermie, à Bonneuil-sur-Marne. Elle est produite par Fred Courant et Pascal Léonard, anciens membres de l'émission Quelle Aventure ! et actuellement membres de l'Esprit Sorcier.